# Národní park Alchanaj
Národní park Alchanaj (rusky Национальный парк Алханай) je národní park v Zabajkalském kraji Ruské federace, jehož účelem má být rekreace, ochrana přírodního bohatství a také ochrana kultovních míst burjatského národa. Byl zřízen 15. května 1999.  Zabírá plochu 1382,34 km2. Reliéf je členitý, nejvyšším vrcholem je hora Alchanaj s nadmořskou výškou 1662 metrů nad mořem.
Národní park byl zřízen na buddhistickém posvátném místě a předmětem ochrany se tak stalo i množství svatyní a poutních míst. Před příchodem buddhismu byla oblast posvátným místem burjatských šamanů.